# Recombinació V(D)J
La recombinació V(D)J és un mecanisme de recombinació genètica que es dona en vertebrats pels quals se selecciona i s'ensamble a l'atzar segments de gens que codifiquen proteïnes específiques amb papers importants en el sistema immunitari. Aquesta recombinació específica de localització genera un repertori divers de receptors de limfòcits T (TCR) i molècules d'immunoglobulina (Ig) que són necessàries per al reconeixement de diversos antígens bacterians, vírics i de paràsits, així com de cèl·lules disfuncionals, com són les tumorals.

## Rerefons
Les molècules d'anticossos humans (i els receptors de limfòcits B) comprenen cadenes lleugeres i pesades que contenen regions tant constants (C) com variables (V) que es codifiquen mitjançant tres tipus de gens.
1. Gen de la cadena pesada - localitzat en el cromosoma 14
2. Gen kappa (κ) de la cadena lleugera - localitzat en el cromosoma 2
3. Gen lambda (λ) de la cadena lleugera - localitzat en el cromosoma 22

Múltiples gens de les regions variables estan codificats en el genoma humà de manera que contenen tres tipus diferents de segments. Per exemple, la regió d'immunoglobulina de la cadena pesant conté 65 gens variables (V), a més de 27 gens "Diversity"-diversitat-(D) i sis gens "functional joining"-unió funcional-(J). Les cadenes lleugeres també posseeixen nombrosos gens V i J, però no D. Per aquest mecanisme de reorganització de l'ADN d'aquests gens regionals és possible generar un repertori d'anticossos de més de 107 possibles combinacions. (65 x 27 x 6 = 10530, que s'ha de multiplicar per tres ordres de magnitud si es té en compte les combinacions de les cadenes lleugeres)
La majoria dels receptors de limfòcits T estan compostos per cadenes alfa i beta. Els seus gens són similars als de les immunoglobulines en el sentit que contenen múltiples gens V, D i J a les seves cadenes beta (gens V i J a les seves cadenes alfa) que es reorganitzen durant el desenvolupament del limfòcit per dotar la cèl·lula amb un únic receptor d'antigen.